# Sphaerodactylus scaber
Sphaerodactylus scaber är en ödleart som beskrevs av  Barbour och RAMSDEN 1919. Sphaerodactylus scaber ingår i släktet Sphaerodactylus och familjen geckoödlor. IUCN kategoriserar arten globalt som livskraftig. Inga underarter finns listade i Catalogue of Life.